# I Shyne
«I Shyne» (стилизовано как i SHYNE) — песня, записанная гватемальско-американским диджеем Carnage и американским рэпером Lil Pump. Она была выпущена 18 января 2018 года лейблом Heavyweight Records в качестве второго сингла со второго студийного альбома Carnage Battered, Bruised & Bloody. Песня была спродюсирована Carnage, который в последние годы заметно сместился в фокусе с производства EDM на трэп под влиянием ударов.

## Предыстория
18 января 2018 года Carnage анонсировали песню и дату ее выхода. В интервью XXL он заявил, что во время работы с Lil Pump песня получилась почти без усилий. Он заявил: «Я сделал бит примерно за пять минут и немедленно отправил его Lil Pump».

## Отзывы
Aron A. из HotNewHipHop заявил: «Это идеальное коллаборация продюсера, который не создает ничего, кроме высокоэнергетических работ, и молодого рэпера, который несет ту же энергию в своей повседневной жизни».

## Чарты
| Чарт (2018)                            | Высшая позиция |
| -------------------------------------- | -------------- |
| Канада (Billboard Canadian Hot 100)    | 95             |
| США (Billboard Bubbling Under Hot 100) | 14             |
| США (Billboard Hot R&B/Hip-Hop Songs)  | 49             |